# (249514) Donaldroyer
(249514) Donaldroyer est un astéroïde de la ceinture principale.

## Description
(249514) Donaldroyer est un astéroïde de la ceinture principale. Il fut découvert le 11 février 2010 aux États-Unis par le programme WISE. Il présente une orbite caractérisée par un demi-grand axe de 2,77 UA, une excentricité de 0,05 et une inclinaison de 6,6° par rapport à l'écliptique.

## Compléments